# Farol das Formigas
O Farol das Formigas localiza-se em pleno Oceano Atlântico, nos ilhéus das Formigas, a norte da ilha de Santa Maria, no arquipélago dos Açores. Está erguido a cerca de 500 metros a sul do Formigão (o ilhéu mais elevado). Constitui-se num dos "ex libris" da farolagem açoriana, marcando com o seu perfil característico a paisagem oceânica das Formigas.

## História
Em pleno oceano Atlântico, a pequena dimensão e altura dos ilhéus das Formigas e a presença do recife de Dollabarat, tornam o conjunto um verdadeiro perigo à navegação marítima, particularmente à noite, em condições de má visibilidade ou quando a ondulação provoque ecos de mareta que não permitem a sua fácil interpretação por radar.
Face a esses perigos, agravados pela proximidade dos ilhéus da rota marítima que liga Lisboa a Ponta Delgada, no último quartel do século XIX a administração do então nascente porto artificial de Ponta Delgada concebeu o primeiro projeto para a instalação de um farol nos ilhéus. O seu projeto encontra-se referenciado no "Plano Geral de Alumiamento de 1883", embora não tenha chegado a ter seguimento à época.
Posteriormente, por força do Decreto de 2 de Março de 1895, a competência de alumiar as costas, passou para a Junta Geral do Distrito Autónomo de Ponta Delgada, que iniciou a construção de faróis nas ilhas de São Miguel e de Santa Maria.
As dificuldades técnicas e logísticas para a construção de um farol num local tão inóspito como as Formigas, levaram ao sucessivo adiamento da sua concretização. Apenas no verão de 1948, numa operação de grande complexidade que envolveu a construção do atual cais de desembarque e a quebra de rochas submersas para permitir a aproximação das embarcações com pessoal, equipamentos e materiais de construção, foi erguido um farolim. Embora interrompido em diversos momentos, por conta das condições do mar, os trabalhos foram concluídos em apenas 36 dias.
Mais tarde, em 1962, com a utilização do navio balizador NRP Almirante Schultz, o farol foi modernizado.
Posteriormente, o farol foi novamente alterado, sendo a lâmpada de acetileno substituída por uma mais moderna, com alimentação por painéis fotovoltaicos.

## Características
O farol está localizado no ilhéu mais a sul do grupo, numa zona aplainada a cerca de 3 metros acima do nível do mar. Assenta sobre uma torre troncónica, pintada de branco de 19 metros de altura, estando a luz 22 metros acima do nível do mar. Nos dias de mau tempo todo o ilhéu é varrido pelas vagas, ficando apenas emersa a torre.
Pode ser avistado a cerca de 12 milhas náuticas de distância, sendo, nos dias de visibilidade excepcional, visível das elevações da parte sueste da ilha de São Miguel e do nordeste da ilha de Santa Maria.

## Informações
- Nº nacional: 670
- Nº internacional: D-2638
- Nº NGA: 23704 (Pub.113)
- Nº ARLHS: AZO-001[1]